# Ségou (regio)
Ségou is een regio van Mali. Ségou is centraal gelegen in dat land, is net geen 65.000 vierkante kilometer groot en telt bijna twee miljoen inwoners. De regionale hoofdstad heet eveneens Ségou.
Ségou grenst in het oosten aan de regio Mopti, in het westen aan de regio Koulikoro en in het zuidwesten aan de regio Sikasso. In het noorden heeft Ségou een grens met buurland Mauritanië, in het zuiden met de regio Boucle du Mouhoun van Burkina Faso.
Ségou heeft een halfdroog klimaat en wordt doorkruist door twee belangrijke rivier: de Niger en de Bani. Landbouw en visserij zijn belangrijke economische sectoren.

## Cercles

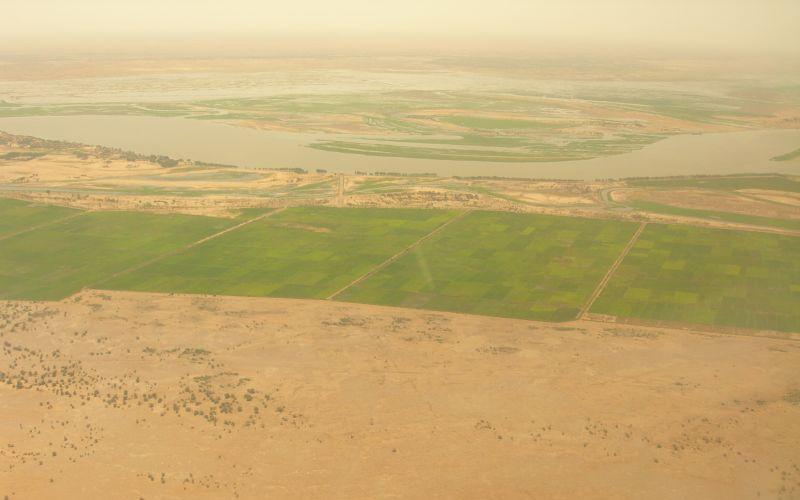
Landbouw nabij Macina aan de Nigerdelta.

Ségou is onderverdeeld in zeven cercles:
- Bla
- Baroueli
- Macina
- Niono
- Ségou
- San
- Tominian

hoofdstedelijk district Bamako · Gao · Kayes · Kidal · Koulikoro · Ménaka · Mopti · Ségou · Sikasso · Taoudénit · Timboektoe